# Пересадка волос

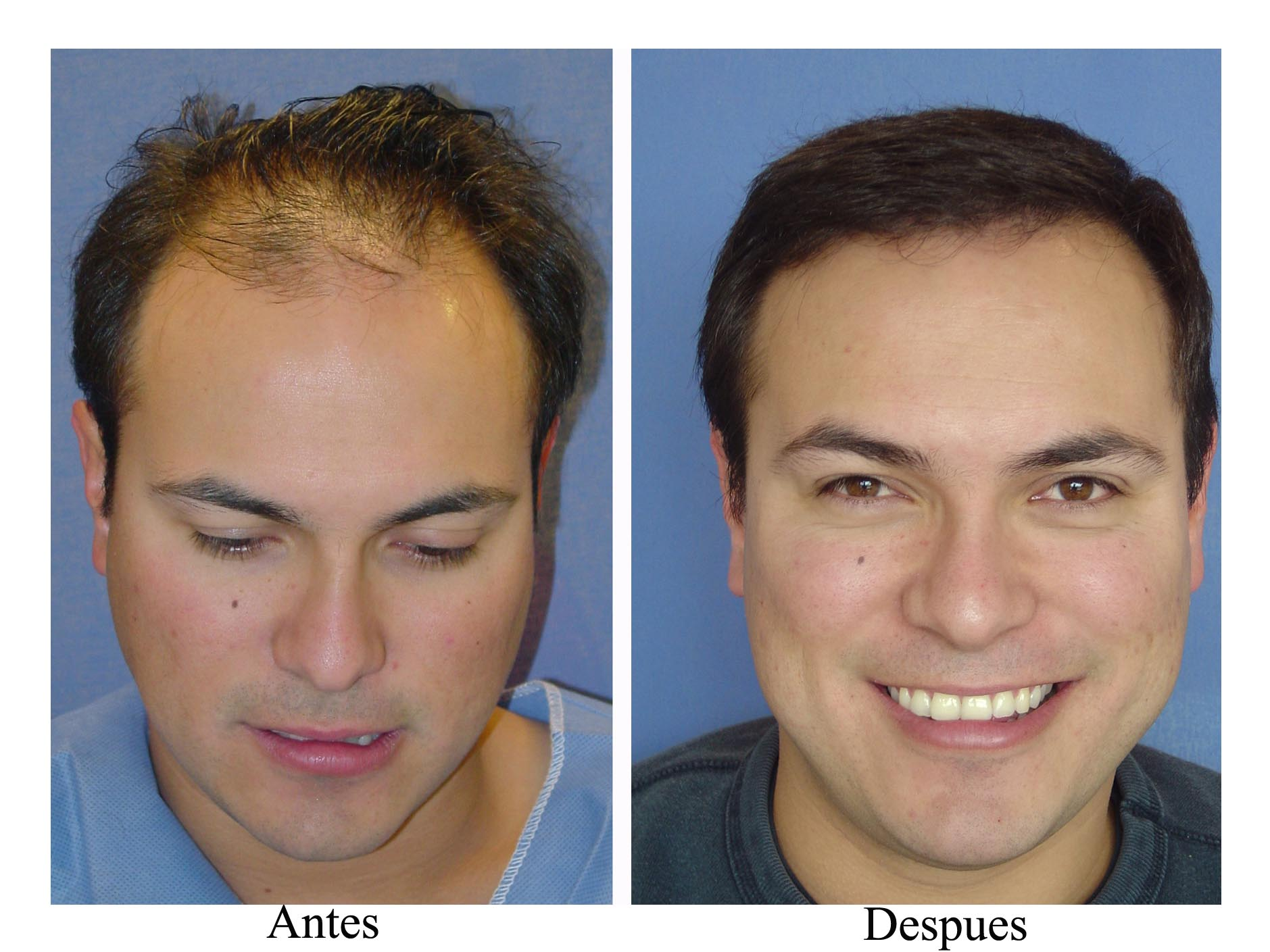
удачная пересадка волос

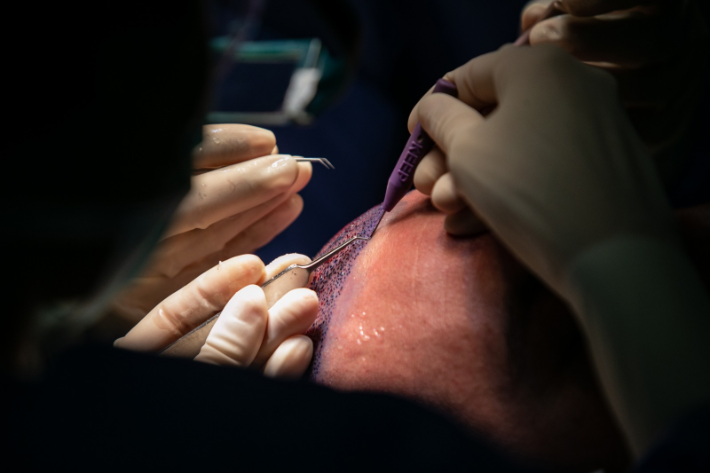
пересадка волос, хирурги надели прозрачные хирургические перчатки, которых не видно на первый взгляд

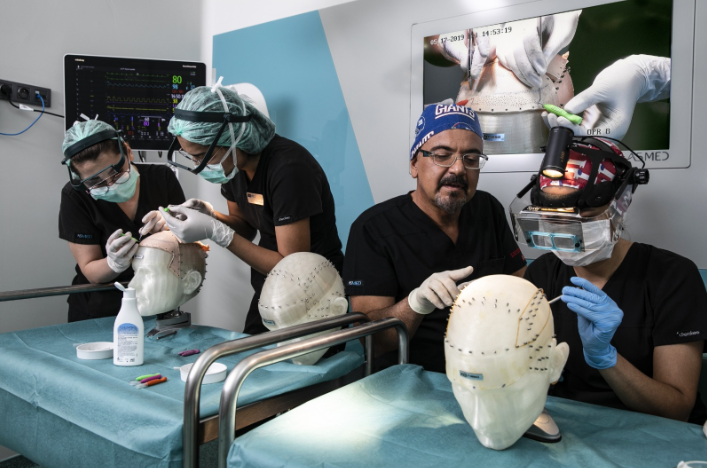
обучение трансплантации волос в Турции

Пересадка волос или Трансплантация волос — метод восстановления волос на голове человека, а также в зонах усов, бороды, бакенбардов, бровей, ресниц хирургическим способом. Применяется при прогрессирующей алопеции различного типа, а также для скрытия на лице шрамов, ран, ожогов, последствий неудачных пластических операций. Мировым стандартом приживаемости волос считается показатель не ниже 90 %. То есть из 10 пересаженных волос прижиться должны как минимум 9. При этом плотность пересаженных волос должна достигать 70—80 % от естественной (на 1 см² у человека она составляет около 300 волос). Операция малоинвазивная, практически безболезненна, проводится под местной анестезией и амбулаторно.
При достаточном количестве донорского материала — собственных волос (чужие волосы организмом отвергаются) их пересадка может быть произведена человеку неоднократно. Пересаженные фолликулы начинают воспроизводить новые волосы через 2—3 месяца. Окончательный результат трансплантации получают примерно через год. Он сохраняется на всю жизнь.

## История и главные прорывы

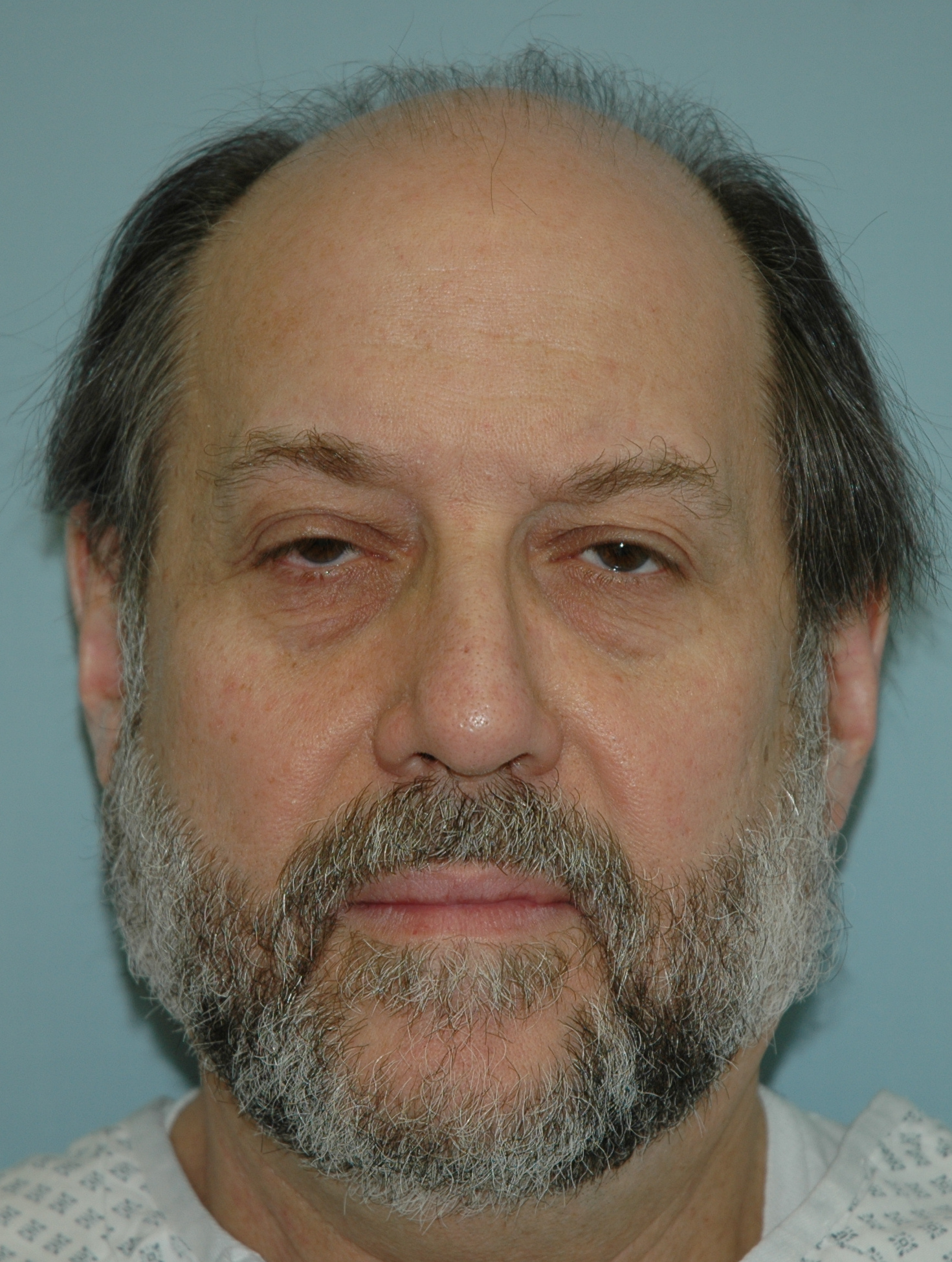
до

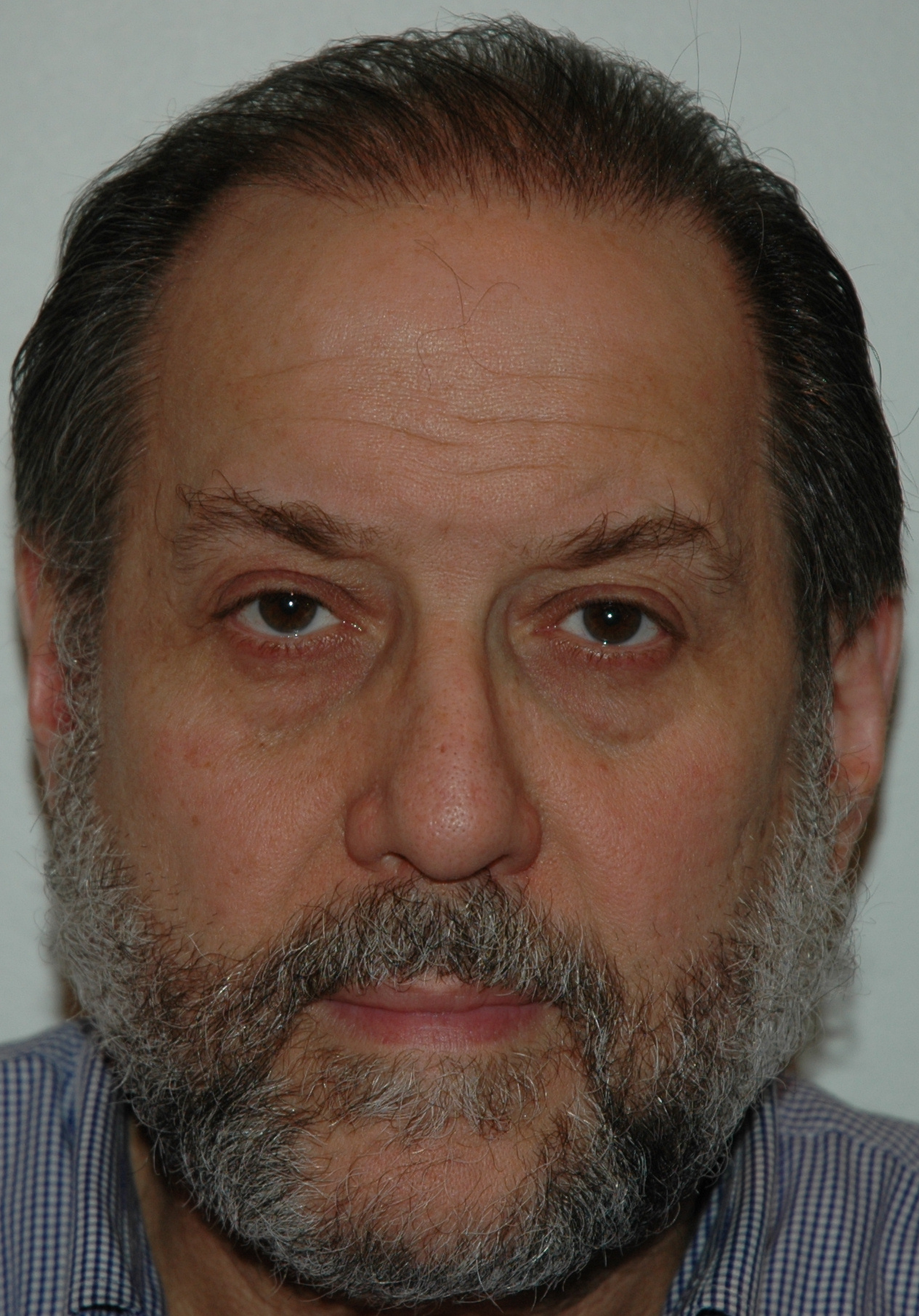
после

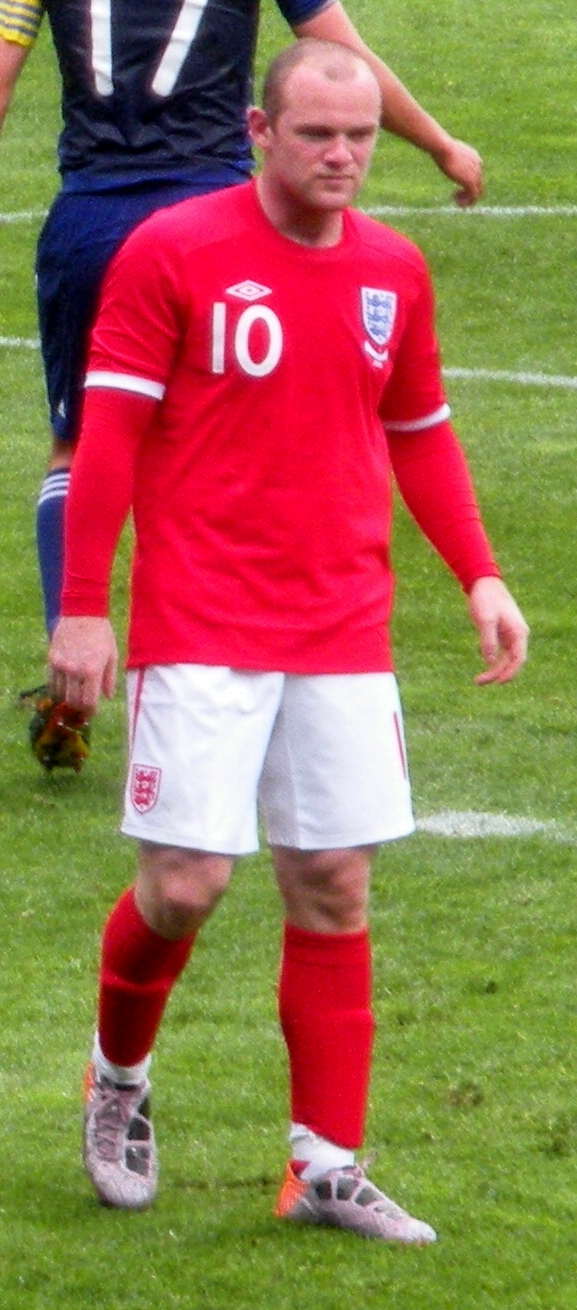
футболист Уэйн Руни в 2010 году до пересадки волос

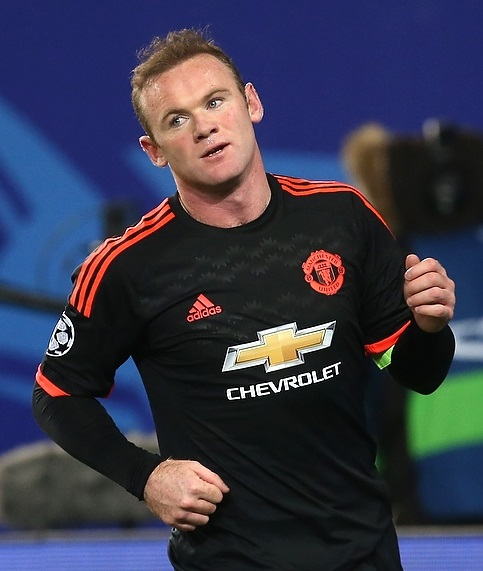
футболист Уэйн Руни в 2015 году после нескольких пересадок волос

Первых значимых успехов в пересадке волос добился японский врач Судзи Окуда (англ. Shoji Okuda,1886-1962), практиковавший в Квантунской армии. В серии научных статей под общим названием «Клиническая и экспериментальная пересадка волос», опубликованных в 1939 году, он представил около 200 операций по поводу рубцовой алопеции военнослужащих, а именно, по пересадке волос для маскировки шрамов от ранений и ожогов на голове. Трансплантация производилась металлическими трепанами (циркулярные перфораторы) диаметром 4 мм, которыми высверливались графты (англ. grafts) из затылочной зоны головы, а затем высаживались в нужную зону.
Эта работа, как и интересные наработки японского врача Хадзимэ Тамура (англ. Hajime Tamura, 1897—1977), долгое время оставались невостребованными: поражение Японии во Второй мировой войне, как союзника Германии, отбросило её на периферию внимания научного мира.
Поэтому исторический прорыв остался за косметическим хирургом Норманом Орентрейхом (англ. Norman Orentreich) из Нью-Йорка. В 1952 году он сформулировал концепцию донорской доминанты, которая была опубликована в исследовательском журнале Нью-Йоркской Академии и стала базовым принципом пересадки волос.
Орентрейх доказал, что волосы затылочной и височной части головы (донорские зоны) обладают наибольшей генетической стойкостью и сопротивляемостью к негативному гормональному воздействию, которое на 90 % и предопределяет их выпадение. При пересадке в реципиентную (принимающую) зону именно эта «сильная» растительность в виде графтов — кусочков кожи с волосяными корешками в луковицах, своих качеств не теряет, приживается, и сохраняются пожизненно.
Дальнейшее развитие мировой практики пересадки волос шло по пути подбора оптимальной единицы трансплантата, способов его извлечения и вживления. Группой Орентрейха долгое время использовались для получения графтов троакары (фр. trocart) диаметром 6—12 мм, что быстро исчерпывало донорский материал. Кроме того, результат часто выглядел не очень естественно и эстетично, поскольку крупные графты создавали эффект «кукольной головы» и «зубной щетки».
В 1983 году американский хирург Эммануил Мэрриот, опираясь на практические работы Карлоса Уэбэла, Вальтера Юнга и Рихарда Сейлма, сформулировал и вынес на обсуждение медицинского сообщества идею использования графтов, содержащих по одному волосяному корню. Такой метод пересадки графтов, который значительно уменьшал их размер, получил название микрографтинга и быстро вошёл в практику, поскольку получил признание у пациентов, давал хорошие эстетические результаты.
Решающий прорыв на рубеже столетий совершили доктора Роберт Бернштейн и Уильям Россман, которые на рубеже XXI века предложили концепцию извлечения (экстракции) фолликулярных объединений. Её суть заключалась в выборе новой единицы трансплантации. А именно — естественных микропучков волос (фолликулярных групп), состоящих из 1—4, реже 5—6 волосков, и имеющих одну общую сальную железу и общий канал кровоснабжения. Несмотря на то, что такая трансплантация является очень трудоемким процессом, требующим виртуозной работы хирурга с командой ассистентов, именно она сегодня является «золотым стандартом» пересадки волос, который используется во всём мире.

## Методы пересадки волос
Международное общество хирургии восстановления волос (ISHRS, англ. International Society Of Hair Restoration Surgery) официально признает два метода пересадки волос — бесшовный способ FUE (англ. Follicular Unit Extraction) и лоскутный FUT (англ. Follicular Unit Transplantation), он же STRIP (англ. strip — лоскут, полоска) метод.
По данным мировой статистики за последние десять лет количество операций по восстановлению волос, произведенных бесшовным и лоскутным методами, практически сравнялось. Обе техники имеют примерно равное число приверженцев и оппонентов, находящих свои плюсы и минусы в каждой из них.

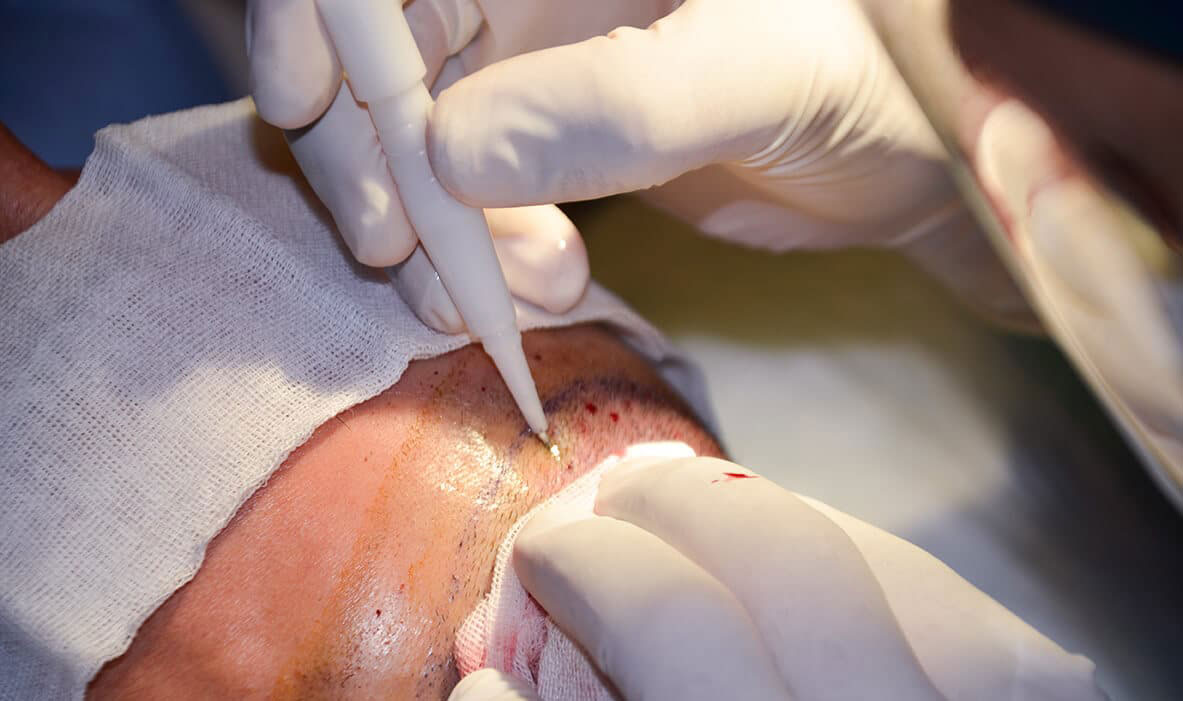
Посадка графтов в реципиентную зону при помощи имплантера

### FUE метод пересадки волос
FUE метод пересадки волос (англ. Follicular Unit Extraction — экстракция фолликулярных объединений) — это микрохирургические манипуляции получения трансплантатов (графтов) и их вживления без разрезов и швов. Волосяные группы (фолликулы) из 1—4 волосков поштучно забираются в затылочной области пациента или в других частях тела (грудь, ноги, борода), операция проходит безболезненно. У операций по методу FUE всегда общий план:
- 1-й этап — высверливание графтов специальным микрохирургическим инструментом (панчем), извлечение и обработка;
- 2-й этап — формирование каналов для пересадки волос в реципиентной зоне;
- 3-й этап — поштучное вживление (укладывание) трансплантатов в созданные каналы (происходит в шахматном порядке).

Существуют две техники метода, которые различаются применяемым инструментарием:
- Ручная техника (англ. FUE Hand). Панч (полая трубочка со скошенным срезом) вставляется в металлическую ручку. Хирург-трансплантолог делает два последовательных движения: поступательное и вращательное, отделяя графт для дальнейшей работы. Способ очень трудоемкий, применяется при донорском объёме до 1500 графтов[источник не указан 2557 дней].
- Механический способ (англ. FUE). Наиболее сложный, требующий высокой квалификации трансплантолога. Здесь используется панч, вставленный в микротурбину, вращением которой и изымается графт. Врач работает в одно движение, объединяя им две операции.

Способ дает возможность получать очень качественные графты, сводя процент брака при их извлечении до минимума. Хирург должен очень хорошо чувствовать нужную глубину введения панча, регулировать скорость его вращения. Диаметр панча 0,6 мм и скорость вращения турбины до 1000 оборотов в минуту дают главное преимущество FUE метода: минимальную травматичность для пациента и эстетический эффект. Точечные микрорубчики, которые остаются после процедуры забора донорского материала, практически незаметны даже на бритом затылке.
Однако бесшовный метод нельзя использовать при больших зонах облысения, когда требуется пересадить более 3000 графтов. Не всем пациентам подходит и многочасовая (до 8 часов) длительность операции.

### FUT метод (он же операционный, шовный или Strip-метод)

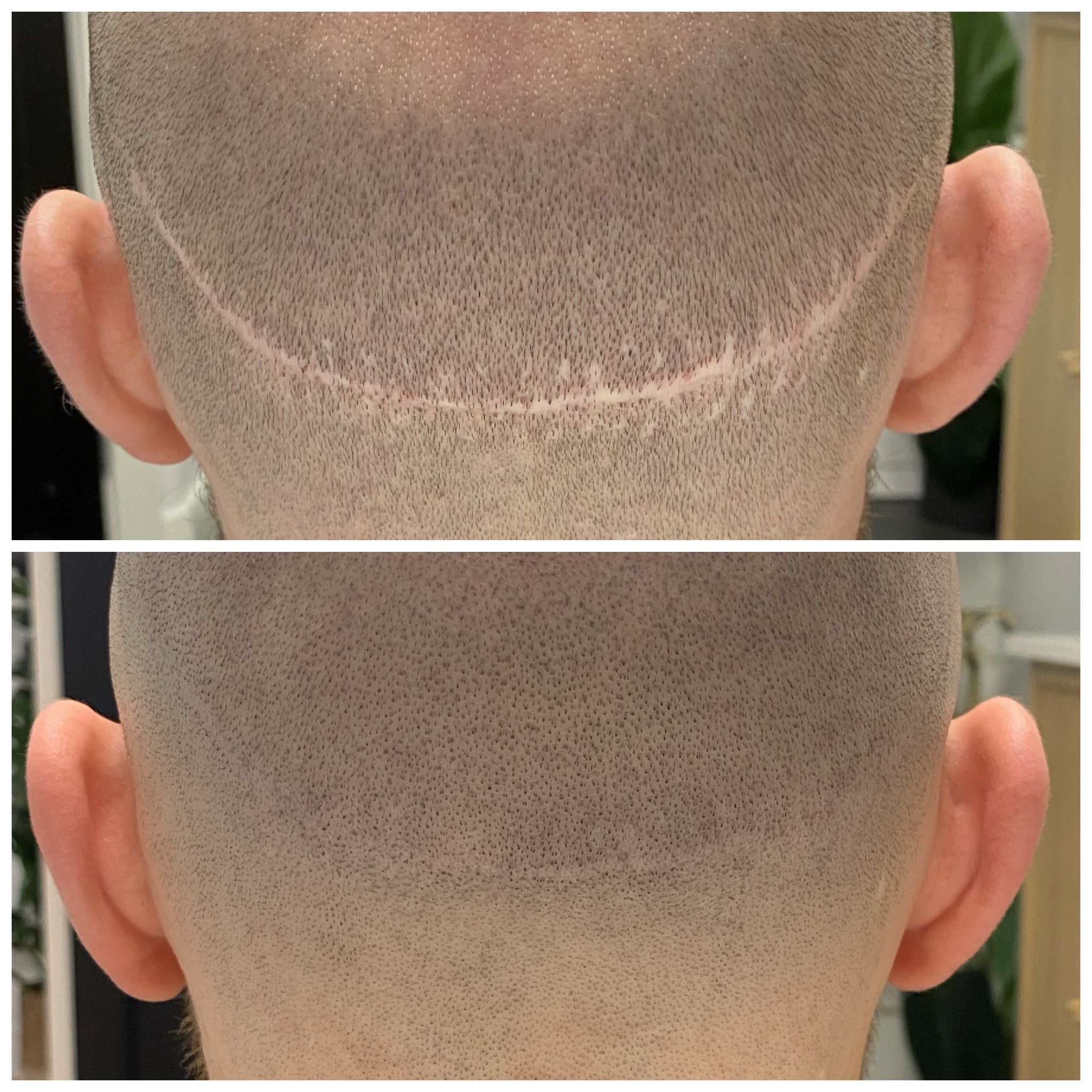
трихопигментация на затылке после трансплантации волос

Метод связан с получением донорского материала в виде лоскута кожи, взятого на затылочной части, из которого затем формируются (нарезаются) графты. Пересадка графтов в зону облысения проводится с учётом направления роста волос, вживление трансплантата осуществляется либо ручным способом, либо с применением имплантера. В ходе операции вместе с хирургом-трансплантологом работает бригада ассистентов (8 и более), которые под бинокулярным увеличением выделяют микротрансплантаты (графты) для пересадки.
Метод применяется для восстановления значительных площадей облысения и позволяет пересадить до 12 000 волосяных фолликул (приблизительно 5000 графтов). Преимуществами FUT считаются время проведения операции (3—4 часа), технически более простой способ выделения графтов из донорского лоскута кожи, низкая (менее 3 %) вероятность транссекций (разрезы и повреждение фолликул), стоимость хирургических процедур. STRIP метод позволяет пересаживать фолликулы с приживаемостью до 95 %. Период реабилитации — минимальный. На следующий день после операции можно приступать к повседневной работе, через три дня — мыть голову, через неделю разрешены физические нагрузки. Малозаметный нитевидный рубчик легко маскируется простой процедурой трихопигментации.

## Пересадка волос в России
В Москве, Калининграде, Уфе.

## Пересадка искусственных волос

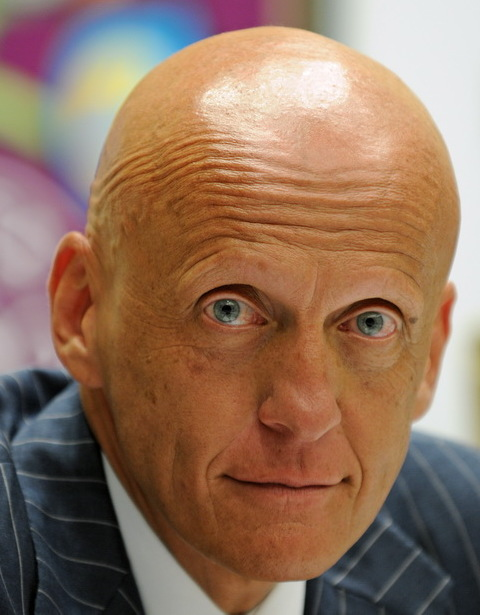
Пьерлуиджи Коллина тотальная алопеция, когда нет своих волос, может помочь пересадка искусственных волос, парик или трихопигментация

Искусственные волосы не растут, могут выпадать, коррекция требуется через 3-4 года.

## Смерть после пересадки волос
В Индии от сепсиса умер руководитель местного телевидения Атар Рашид после пересадки волос, так как операцию выполняли непрофессионально, не соблюдая санитарные нормы.